# 켈리 클락슨
켈리 브리앤 클락슨(영어: Kelly Brianne Clarkson 켈리 클라크슨[*], 1982년 4월 24일 ~ )은 미국의 싱어송라이터이자 배우이다. 켈리 클락슨은 2002년 폭스 텔레비전의 오디션 프로그램 《아메리칸 아이돌》에 참가해 첫 시즌에서 우승을 차지한 것을 계기로 정식 데뷔했다. 2003년 발매한 데뷔 앨범 Thankful는 상업적인 성공을 거두며 팝 음악계에 자신의 이름을 알리기 시작했다. 첫 싱글이었던 "A Moment Like This" (2002)는 빌보드 핫 100 52위에서 1위로 상승하며 비틀즈의 기록을 깼다.
켈리 클락슨은 록 지향적인 음악을 하고 싶어 했고, 2004년 발매된 두 번째 정규 앨범 Breakaway는 세계적으로 1,200만 장이 팔리며 자신의 앨범 중 가장 성공한 앨범으로 남았으며 팝 록 가수로서의 명성도 얻었다.
켈리 클락슨은 록 사운드에서 더욱 많은 영감을 얻으며 작업했던 2007년 발매한 세 번째 정규 앨범 My December은 적당한 성공과 평가를 받았다. 이후 다시 대중적인 느낌으로 돌아와 발매한 네 번째 정규 앨범 All I Ever Wanted (2009)는 좋은 평가를 받으며 상업적 성과를 거뒀는데, 특히 리드 싱글 "My Life Would Suck Without You"는 빌보드 핫 100 97위에서 1위로 상승하며 자신의 노래 "A Moment Like This"가 보유하고 있던 기록을 다시 갱신했다. 뿐만 아니라 영국에서의 첫 1위 싱글이 되었다. 2011년에는 다섯 번째 정규 앨범 Stronger를 발매했고, 리드 싱글 "Mr. Know It All"은 주요 국가에서 10위권에 진입했다. 2012년 발표한 두 번째 싱글 "Stronger (What Doesn't Kill You)"는 클락슨의 빌보드 핫 100 세 번째 1위 싱글이 되었다.
켈리 클락슨은 빌보드와 닐슨 사운드스캔에 따르면 현재까지 세계적으로 2,400만 장의 앨범 판매고와 3,700만의 싱글 판매고를 올리며 《아메리칸 아이돌》 출신 가수 사상 가장 높은 판매량을 올리고있다. 또한 켈리 클락슨의 작품은 수많은 수상을 받았는데, 그래미 상을 포함해 MTV 비디오 뮤직 어워드, 빌보드 뮤직 어워드, 아메리칸 뮤직 어워드 등에서 수상을 받았다. 켈리 클락슨은 빌보드가 선정한 2000년대 아티스트 순위 중 14위에 올랐고, 닐슨 사운드스캔의 탑 앨범 세일러 200 순위 중 187위에 올랐다.
2013년 마룬 5의 제 12회 혼다 시빅 투어에 스페셜 게스트로 참여하였다.

## 음반 목록

### 정규 앨범
- Thankful (2003)
- Breakaway (2004)
- My December (2007)
- All I Ever Wanted (2009)
- Stronger (2011)
- Catch My Breath (2012)
- Wrapped in Red (2013, 크리스마스 음반)
- Piece By Piece (2015)
- Meaning of Life (2017)

### 컴필레이션 앨범
- Greatest Hits – Chapter One (2012)

### EP
- The Smoakstack Sessions (2011)
- iTunes Session (2011)
- The Smoakstack Sessions Vol.2 (2012)

## 투어 목록
| 단독 투어 - 아메리칸 아이돌 라이브 투어 (2002), (with the 아메리칸 아이돌) - Independent 투어 (2004), (클레이 에이킨과 함께 투어) - Breakaway 월드 투어 (2005–06) - Hazel Eyes 투어 (2005) - Addicted 투어 (2006) - My December 투어 (2007–08) - 2 Worlds 2 Voices 투어 (2008), (리바 매킨타이어와 함께 투어) - All I Ever Wanted 투어 (2009–10) - Stronger 투어 (2012) - 2012년 여름 투어 (2012), (The Fray와 함께 투어) 스페셜 게스트로 투어 - 혼다 시빅 12주년 투어 마룬 파이브와 함께 (2013) | 프로모션형 투어 - 켈리클락슨 단독 콘서트 (2003) - All I Ever Wanted 여름 축제 투어 (2009) |

## 출연 작품
- 트롤: 월드 투어 (2020) - 델타 던 역 (더빙)